# Wildervanck-Syndrom
Das Wildervanck-Syndrom ist ein Krankheitsbild als Folge einer vorgeburtlichen Entwicklungsstörung, das erstmals vom niederländischen Arzt L. S. Wildervanck beschrieben wurde. Es wird aufgrund der Symptomtrias mit Klippel-Feil-Syndrom, Duane-Syndrom und angeborener Innenohrschwerhörigkeit auch als Cervico-Oculo-Acusticus-Syndrom bezeichnet.

## Epidemiologie

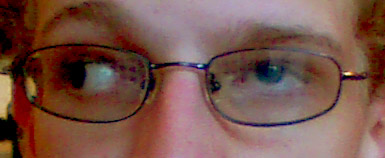
Patient mit Duane-Syndrom

Das Wildervanck-Syndrom ist ein sehr seltenes Krankheitsbild. Seit der Erstbeschreibung 1952 wurden weltweit etwa 90 Fälle beschrieben. Die Krankheit betrifft fast ausschließlich Mädchen. Vermutet wird, dass bis zu 1 % der Mädchen mit angeborener Innenohrschwerhörigkeit von einem Wildervanck-Syndrom betroffen sein könnten. 2014 wurde ein männliches Kind mit Wildervanck-Syndrom beschrieben.

## Pathophysiologie
Die genaue Ursache der Erkrankung ist nicht bekannt. Sie tritt sporadisch auf und wird vermutlich multifaktoriell vererbt. Da fast ausschließlich Mädchen betroffen sind, wird eine Beteiligung des X-Chromosoms vermutet. Betroffene männliche Kinder seien nicht lebensfähig. Bei einem männlichen Betroffenen wurde eine Mikrodeletion am X-Chromosom festgestellt, die als möglicherweise ursächlich für das Syndrom diskutiert wurde.

## Erscheinungsbild

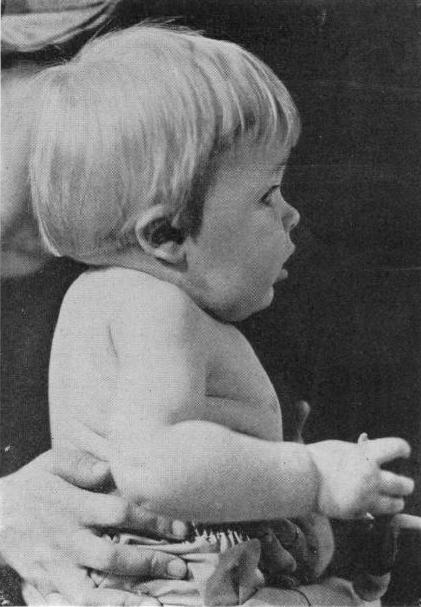
Kind mit Klippel-Feil-Syndrom

Das Wildervanck-Syndrom zeichnet sich durch die Symptomtrias eines Klippel-Feil-Syndroms, eines Duane-Syndroms sowie einer angeborenen Innenohrschwerhörigkeit aus. Diese Trias kann unvollständig sein, es können aber auch weitere Symptome wie eine intellektuelle Beeinträchtigung vorhanden sein. Die Betroffenen haben zusätzlich zum Klippel-Feil-Syndrom oft einen sehr kurzen Hals, teilweise kombiniert mit einem Torticollis. Dies kann zu neurologischen Beschwerden führen. Es kann eine weit in den Nacken heruntergezogene Haargrenze sowie eine Gesichtsasymmetrie bestehen. Es wurden Fälle mit Sprengel-Deformität und Skoliosen beschrieben.
Zusätzlich zu einem Duane-Syndrom können bei Wildervanck-Patienten weitere Augendeformitäten auftreten, wie idiopathische Papillenödeme, Linsenfehlbildungen oder Glaskörperzysten.
Die Innenohrschwerhörigkeit kann ein- oder beidseitig vorliegen. Neben strukturellen Innenohrveränderungen als Ursache können auch neurologische Ursachen wie das Fehlen des Nervus vestibulocochlearis ursächlich sein.
Weitere nicht typische Begleitsymptome sind Schädel- und Gesichtsfehlbildungen wie Mikrozephalie, Gaumenspalten oder Hydrozephalus. Herz- und Nierenfehlbildungen oder weitere Skelettfehlbildungen oder Kleinwuchs können ebenfalls vorkommen. Die intellektuellen Fähigkeiten sind üblicherweise unbeeinträchtigt, es gibt aber auch Fälle mit Intelligenzminderung.

## Therapie
Die Therapie richtet sich nach den Symptomen und kann neben orthopädischen Operationen oder augenchirurgischen Eingriffen auch in einer speziellen Frühförderung bestehen, um eine normale an den Potenzialen und Fähigkeiten der Betroffenen ausgerichtete Teilhabe sowie Berufsbildung zu ermöglichen. Betroffene und ihre Familien sollten eine genetische Beratung erhalten.